# 스티븐 크레인
스티븐 크레인(영어: Stephen Crane, 1871년 11월 1일 ~ 1900년 6월 5일) 은 미국의 시인이자 소설가로, 미국 최초의 자연주의 작가의 한 사람이다. 일찍이 글재주가 뛰어났으며, 빈민가의 소녀가 타락해 가는 모습을 그린 소설 《거리의 여자 매기》를 발표하여 유명해졌다. 종군 기자로 쿠바와 그리스에서 활약하였다. 작품으로 《붉은 무공 훈장》이 있다.
뉴저지에서 태어난 그는 1세기 전 독립전쟁 때의 군인, 성직자, 보안관, 판사, 농부 등의 후손이었다. 우선적으로 저널리스트였으며 소설, 수필, 시, 희곡 등을 집필한
크레인은 민가나 전쟁터 등지에서 적나라한 삶의 모습을 목격했다. 그는 많은 소설들을 통해서 자신이 본 삶의 모습들을 나타냈다.

## 작품

### 단편소설
- 구명정 (소설) ( The Open Boat )

### 장편소설
- 거리의 여자 매기